# هيرمان كريس
هيرمان كريس الجنرال دير جبيرجستروب ألمانيًا خلال الحرب العالمية الثانية والذي قاد الفرقة الجبلية الرابعة. في عام 1938 تم تعيينه لقيادة الفوج 99 التابع للفرقة الجبلية الأولى، والذي قاده حتى عام 1943.  بعد الخسائر الفادحة للفرقة الجبلية الأول تم إعطاؤه قيادة الفرقة الجبلية الرابعة التي قادها كجزء من الفيلق الجبلي 49 في معركة القوقاز.  قتل كريس على يد قناص سوفيتي في 11 أغسطس 1943، بالقرب من نوفوروسيسك، الاتحاد السوفيتي. وقد حصل على وسام الفارس الصليبي الحديدي. 

## الجوائز
- وسام الفارس الصليبي الحديدي في 20 ديسمبر 1941 بصفته أوبرست وقائد الفوج الجبلي 99 - [2]

### اقتباسات
1. 1 2  Meyer 2008.
2. ↑  Fellgiebel 2000, p. 224.

### قائمة المراجع
- Fellgiebel, Walther-Peer (2000) [1986]. Die Träger des Ritterkreuzes des Eisernen Kreuzes 1939–1945 — Die Inhaber der höchsten Auszeichnung des Zweiten Weltkrieges aller Wehrmachtteile [The Bearers of the Knight's Cross of the Iron Cross 1939–1945 — The Owners of the Highest Award of the Second World War of all Wehrmacht Branches] (بالألمانية). Friedberg, Germany: Podzun-Pallas. ISBN:978-3-7909-0284-6.
- Meyer, Hermann Frank [بالألمانية] (2008). Blutiges Edelweiß: die 1. Gebirgs-Division im Zweiten Weltkrieg [Bloody Edelweiss: the 1st Mountain Division in the Second World War] (بالألمانية). Berlin, Germany: Ch. Links. ISBN:9783861534471.

| مناصب عسكرية    | مناصب عسكرية                                                  | مناصب عسكرية    |
| --------------- | ------------------------------------------------------------- | --------------- |
| سبقه {{{سبقه}}} | Commander of الفرقة الجبلية الرابعة (الفيرماخت) {{{الأعوام}}} | تبعه {{{تبعه}}} |